# Portal del Pati
El Portal del Pati és un portal de Torà (Solsonès) inclòs a l'Inventari del Patrimoni Arquitectònic de Catalunya.

## Descripció
Portal amb passatge de 7 metres que comunica el carrer Nou amb la plaça del Pati.
Aquest passatge està format per dos arcs escarsers a banda i banda i és resolt amb un entaulament amb bigues de fusta antigues i peces de formigó. El paviment està empedrat i presenta un desnivell d'un 5% aproximadament.

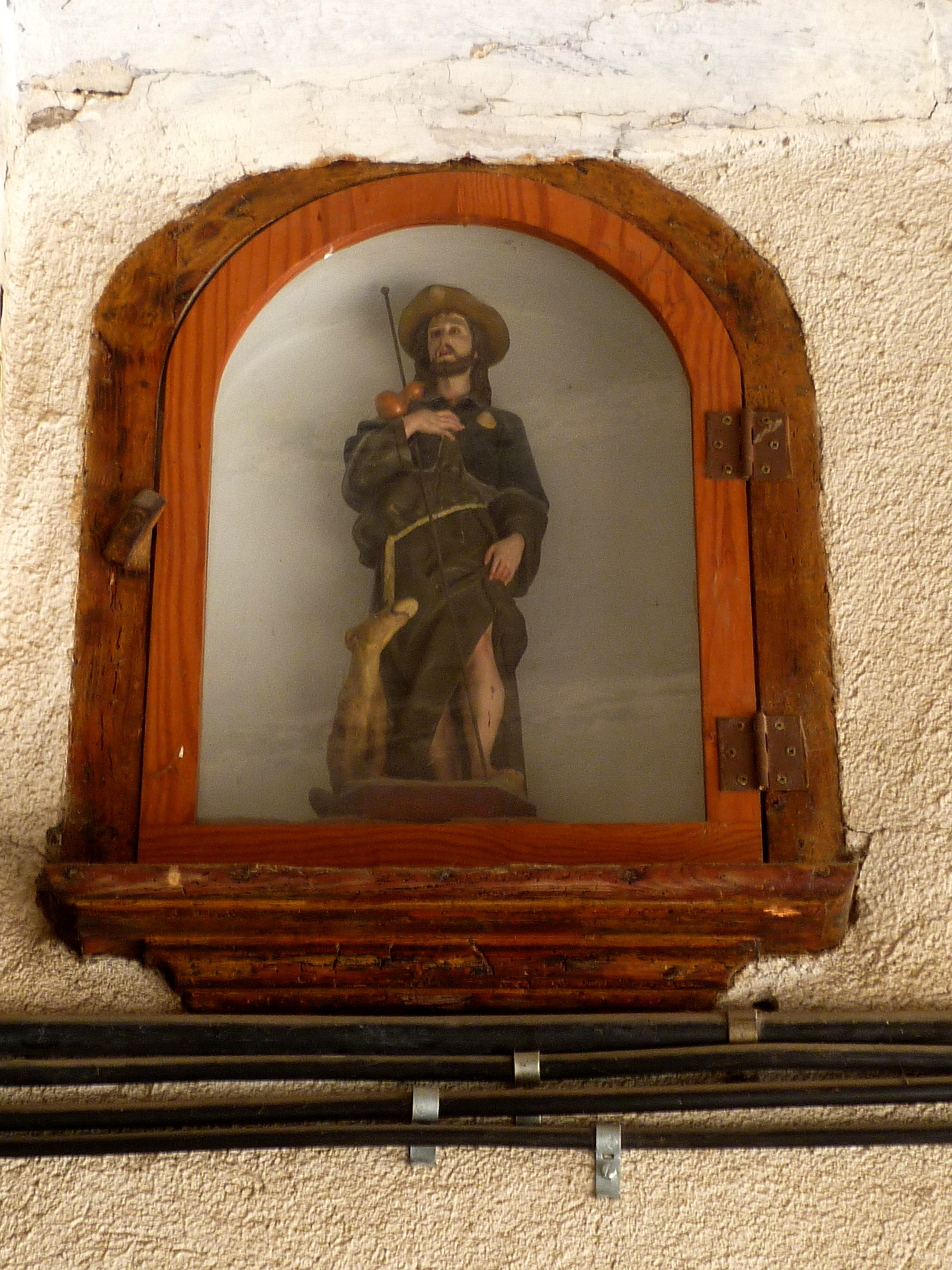
Capelleta de Sant Roc

Un dels detalls que criden l'atenció d'aquest portal és una fornícula situada a l'accés de tramuntana amb una capelleta dedicada a Sant Roc, Sant advocat contra la pesta que protegia la població de tota mena de malalties.